# Wahlkreis Gordon and Buchan
Der Wahlkreis Gordon and Buchan ist ein Wahlkreis (englisch constituency) für die Wahl eines Abgeordneten des britischen Unterhauses (House of Commons).

## Ergebnisse

### Parlamentswahl 2024
| Kandidaten           | Kandidaten        | Parteien                | Stimmen | %    |
| -------------------- | ----------------- | ----------------------- | ------- | ---- |
|                      | Harriet Cross     | Conservative Party      | 14.418  | 32,9 |
|                      | Richard Thomson   | Scottish National Party | 13.540  | 30,9 |
|                      | Conrad Wood       | Liberal Democrats       | 7.307   | 16,7 |
|                      | Nurul Ali         | Labour Party            | 4.686   | 10,7 |
|                      | Kris Callander    | Reform UK               | 3.897   | 8,9  |
| Gesamt               | Gesamt            | Gesamt                  | 43.848  | 100  |
|                      |                   |                         |         |      |
| Ungültige Stimmen    | Ungültige Stimmen | Ungültige Stimmen       | 166     | 0,4  |
| Wähler               | Wähler            | Wähler                  | 44.014  | 63,2 |
| Wahlberechtigte      | Wahlberechtigte   | Wahlberechtigte         | 69.605  |      |
|                      |                   |                         |         |      |
| Quelle: UK Parlament |                   |                         |         |      |